# Birgit Stein-Keppler
Birgit Stein-Keppler (Pfullingen, 26 de agosto de 1963) es una deportista alemana que compitió en esquí acrobático, especialista en la prueba de baches.
Ganó una medalla de bronce en el Campeonato Mundial de Esquí Acrobático de 1991. Participó en dos Juegos Olímpicos de Invierno, ocupando el quinto lugar en Albertville 1992 y el 20.º en Lillehammer 1994.

## Medallero internacional
| Campeonato Mundial | Campeonato Mundial           | Campeonato Mundial | Campeonato Mundial |
| Año                | Lugar                        | Medalla            | Competición        |
| ------------------ | ---------------------------- | ------------------ | ------------------ |
| 1991               | Lake Placid (Estados Unidos) | Medalla de bronce  | Baches             |